# ファム・ビエット・フン
ファム・ビエット・フン（ベトナム語：Phạm Việt Hùng / 范越雄、朝鮮語: 팜비엣흥）は、ベトナムの外交官、大使。2014年9月30日に万寿台議事堂で最高人民会議常任委員会の金永南委員長に信任状を捧呈。2018年まで在朝鮮民主主義人民共和国ベトナム大使を務めた。